# Bereldange
Bereldange (lucembursky: Bäreldeng [ˈbɛːʀəldeŋ], německy: Bereldingen) je město v obci Welferdange ve středním Lucembursku. V roce 2024 žilo ve městě 4 665 obyvatel.
Bereldange bylo do 1. ledna 1851 součástí obce Steinsel.